# أبو الحسن علي القلصادي
أبو الحسن علي بن محمد بن علي القرشي البسطي الشهير بالقلصادي نسبة إلى قلصادة قلعة رباح (ولد في بسطة بالأندلس سنة 835 هـ/1422م وتوفي في باجة بتونس سنة 891 هـ/ 1487م) رياضياتي مسلم أندلسي اشتهر بعلم الحساب، كما كان عالمًا بالفروض والنحو وفقيهًا على المذهب المالكي. اشتهر في القرن التاسع الهجري/الخامس عشر الميلادي.

## مولده ونشأته الأولى
ولد القلصادي في بسطة من أعمال جيان تقع شمال شرقيّ غرناطة بالأندلس عام 825 هـ/1422 م. وإليها نسب بالبسطي. نشأ في بسطة مسقط رأسه وبها تلقّى علومه الأولى وتابعها. أخذ القرآن، وأتقنه حفظًا وتجويدًا، ثم تابع علومه الدينية من تفسير وحديث وفقه وفرائض، ودرس اللغة العربية ونحوها، وذلك في مجالس شيوخ بلده.

## انتقاله إلى غرناطة
انتقل إلى غرناطة فاستوطنها وطلب العلم فيها. نبغ القلصادي في علم الحساب، كما درس الفقه على علماء غرناطة فأصبح فقيها من فقهاء المالكية. وقد كان يطلب العلم أينما يحل، حتى إنه عندما قصد الحج كان يتوقف في المدن في طريقه لتلقي العلم عن علماء المدينة التي ينزل فيها كي تتوسع مداركه.

### رحلته إلى الحج
بدأ القلصادي رحلته إلى الحجاز ببر العدوة، ثم مر بتلمسان وتونس وطرابلس ومصر، وانتهى في الحجاز حيث أدى مناسك العمرة والحج، ثم عاد سالكا نفس الطريق الذي سلكه في الذهاب، وكان يطلب العلم من أهله في كل محطة توقف فيها أثناء رحلته.
ضمت هذه الرحلة 33 شيخا أخذ عنهم القلصادي في كل من الأندلس وتلمسان وتونس ومصر والحجاز في علوم ومعارف شتى. ومما يلفت الانتباه عند تتبع شيوخ القلصادي في الرحلة أن كل واحد منهم يبرز في علم معين حتى وإن جمع في تدريسه بين متعددها، وكان القلصادي ينوع في اختيار مادة شيوخه. ففي تونس يبحث عن مشيخة في الفقه والنحو واللغة ومعارف في الطب والأصول وعلم الكلام، وفي مصر يتوسع في علوم المنطق والفلسفة وعلوم اللغة والنحو والحديث والقراءات، وهكذا.

### أخذه العلم عن ابن زاغو
قضى القلصادي سبع سنين في تلمسان وحدها، حيث أخذ العلم عن عدة شيوخ كان أبرزهم ابن زاغو، الذي كان له في العلم معه رحلتان: رحلة في الشتاء مع علوم التفسير والحديث والفقه، ورحلة في الصيف مع الأصول والعربية والبيان والحساب والفرائض والهندسة، أما يوم الخميس والجمعة فكان لقراءة التصوف وتصحيح تأليفه.

### عودته إلى غرناطة
بعد أن أدى القلصادي مناسك الحج عاد إلى غرناطة فعاش فيها ردحا من الزمن، وذلك في الفترة التي كانت فيها الاضطرابات على أشدها لمحاولة القشتاليين الاستيلاء على آخر معاقل المسلمين بالأندلس.

## هجرته إلى باجة
في سنة 1480 أغارت قوات الملكين الكاثوليكيين فرناندو وإيزابيللا على غرناطة، وشارك القلصادي في الدفاع عن المدينة من القلاع التي أنشئت في الجبال المتاخمة لبسطة. ثم انتهى الأمر بأن غادر القلصادي غرناطة ولجأ مع أسرته إلى شمال إفريقية حيث توفي في باجة بتونس سنة 1486، أي قبل ست سنوات من سقوط غرناطة

## أبحاثه وإضافاته العلمية
برز القلصادي في علم الرياضيات وأبدع في نظرية العدد، وله فيها ابتكارات.
كما شرح عمل ابن البناء في الحساب وأضاف إليه عدة إضافات هامة خاصة في نظرية الكسور، وقد يكون القلصادي هو أول من رسم الكسور. كما شرح بدقة كبيرة طريقة إيجاد الجذور لأي عدد. وهي الطريقة المعروفة لدى علماء المسلمين المتقدمين. ولقد أعطى القلصادي قيمة تقريبية للجذر التربيعي للكمية (أ2 + د)، وقربها لأقرب ثلاثة أرقام عشرية.
كان للقلصادي الريادة في استخدام الرموز في الجبر، وذلك في كتابه ”كشف الأسرار عن علم الغبار“، فاستعمل لعلامة الجذر الحرف الأول من كلمة جذر (ج). واستعمل للمجهول الحرف الأول من كلمة شيء (ش). يعني س، ولمربع المجهول الحرف الأول من كلمة مال (م)، يعني س2، ولمكعب المجهول الحرف الأول من كلمة مكعب (ك)، يعني س3، ولعلامة المساواة الحرف (ل)، وللنسبة ثلاث نقاط. وقد نقل ”وبكه“ في منتصف القرن التاسع عشر الرموز الجبرية التي استعملها القلصادي من نسخة خطية موجودة عند أحد المستشرقين الفرنسيين، وأعطى القلصادي القيم التقريبية لبعض الكميات الجبرية، وهي عملية أبانت طرقًا لبيان الجذور الصم بكسور متسلسلة.
إن مؤرخي الرياضيات ليس بإمكانهم حاليا ضبط أول استعمال للرموز في الرياضيات العربية، لكن المؤكد لديهم هو أن القلصادي استعمل الكثير من الرموز بسهولة ووضوح

## من مؤلفاته
ألف القلصادي في الحساب والفرائض والفقه والنحو والعروض والمنطق والقراءات والحديث والفلك، ومن مؤلفاته:
- كشف الأسرار عن علم الغبار (وهو أشهر كتبه)[5]
- شرح الأرجوزة الياسمينية في الجبر والمقابلة[5]
- بغية المبتدي وغنية المنتهي[5]
- كشف الجلباب عن علم الحساب[5]
- رسالة في قانون الحساب[5]
- شرح أيساغوجي في المنطق[5]
- رسالة في معاني الكسور[5]
- شرح تلخيص ابن البناء (في الحساب)[5]
- تبصرة المبتدي بالقلم الهندسي[5]
- التبصرة الواضحة في مسائل الأعداد اللائحة[5]
- التبصرة في حساب الغبار[5]
- قانون الحساب[5]

ومن كتبه في الفقه والمواريث:
- كتاب النصيحة في السياسة العامة والخاصة[5]
- كتاب الفرائض مع شرحه[5]
- أشرف المسالك إلى مذهب مالك[5]
- شرح هداية الإمام في مختصر قواعد الإمام[5]
- الضروري في علم المواريث[5]
- تقريب الموارث ومنتهى العقول البواحث[5]

## وصلات خارجية
- قاسم الحسني: رحلة القلصادي: حلقة من حلقات التواصل الحضاري بين الأندلس والمشرق العربي، مركز دراسات الأندلس وحوار الحضارات